# Grand Prix automobile d'Azerbaïdjan 2025
GP précédent GP suivant
Le Grand Prix automobile d'Azerbaïdjan 2025 (Formula 1 Qatar Airways Azerbaïdjan Grand Prix 2025), disputé le 21 septembre 2025 sur le circuit urbain de Bakou, est la 1142e épreuve du championnat du monde de Formule 1 courue depuis 1950. Il s'agit de la huitième édition du Grand Prix d'Azerbaïdjan comptant pour le championnat du monde de Formule 1 et la dix-septième manche du championnat 2025.

## Essais libres

### Première séance d'essais libres, le vendredi de 12 h 30 à 13 h 30
| Pos. | Pilote | Voiture | Chrono | Écart |
| ---- | ------ | ------- | ------ | ----- |
| 1    |        |         |        |       |
| 2    |        |         |        |       |
| 3    |        |         |        |       |
| 4    |        |         |        |       |
| 5    |        |         |        |       |
| 6    |        |         |        |       |

### Deuxième séance d'essais libres, le vendredi de 15 h à 16 h
| Pos. | Pilote | Voiture | Chrono | Écart |
| ---- | ------ | ------- | ------ | ----- |
| 1    |        |         |        |       |
| 2    |        |         |        |       |
| 3    |        |         |        |       |
| 4    |        |         |        |       |
| 5    |        |         |        |       |
| 6    |        |         |        |       |

### Troisième séance d'essais libres, le samedi de 10 h 30 à 11 h 30
| Pos. | Pilote | Voiture | Chrono | Écart |
| ---- | ------ | ------- | ------ | ----- |
| 1    |        |         |        |       |
| 2    |        |         |        |       |
| 3    |        |         |        |       |
| 4    |        |         |        |       |
| 5    |        |         |        |       |
| 6    |        |         |        |       |

## Séance de qualifications le samedi de 14 h à 15 h

### Résultats des qualifications
| Pos.                                                                                | Pilote | Écurie | Qualifications 1 | Qualifications 2 | Qualifications 3 |
| ----------------------------------------------------------------------------------- | ------ | ------ | ---------------- | ---------------- | ---------------- |
| 1                                                                                   |        |        |                  |                  |                  |
| 2                                                                                   |        |        |                  |                  |                  |
| 3                                                                                   |        |        |                  |                  |                  |
| 4                                                                                   |        |        |                  |                  |                  |
| 5                                                                                   |        |        |                  |                  |                  |
| 6                                                                                   |        |        |                  |                  |                  |
| 7                                                                                   |        |        |                  |                  |                  |
| 8                                                                                   |        |        |                  |                  |                  |
| 9                                                                                   |        |        |                  |                  |                  |
| 10                                                                                  |        |        |                  |                  |                  |
| 11                                                                                  |        |        |                  |                  |                  |
| 12                                                                                  |        |        |                  |                  |                  |
| 13                                                                                  |        |        |                  |                  |                  |
| 14                                                                                  |        |        |                  |                  |                  |
| 15                                                                                  |        |        |                  |                  |                  |
| 16                                                                                  |        |        |                  |                  |                  |
| 17                                                                                  |        |        |                  |                  |                  |
| 18                                                                                  |        |        |                  |                  |                  |
| 19                                                                                  |        |        |                  |                  |                  |
| 20                                                                                  |        |        |                  |                  |                  |
| Temps minimal à réaliser pour la qualification : (107 % du meilleur temps en Q1 : ) |        |        |                  |                  |                  |

## Course

### Classement de la course
| Pos. | no | Pilote | Écurie | Tours | Temps/Abandon | Grille | Points |
| ---- | -- | ------ | ------ | ----- | ------------- | ------ | ------ |
| 1    |    |        |        |       |               |        | 25     |
| 2    |    |        |        |       |               |        | 18     |
| 3    |    |        |        |       |               |        | 15     |
| 4    |    |        |        |       |               |        | 12     |
| 5    |    |        |        |       |               |        | 10     |
| 6    |    |        |        |       |               |        | 8      |
| 7    |    |        |        |       |               |        | 6      |
| 8    |    |        |        |       |               |        | 4      |
| 9    |    |        |        |       |               |        | 2      |
| 10   |    |        |        |       |               |        | 1      |
| 11   |    |        |        |       |               |        |        |
| 12   |    |        |        |       |               |        |        |
| 13   |    |        |        |       |               |        |        |
| 14   |    |        |        |       |               |        |        |
| 15   |    |        |        |       |               |        |        |
| 16   |    |        |        |       |               |        |        |
| 17   |    |        |        |       |               |        |        |
| 18   |    |        |        |       |               |        |        |
| 19   |    |        |        |       |               |        |        |
| 20   |    |        |        |       |               |        |        |

## Classements généraux à l'issue de la course
| Pos. | Pilote | Écurie | Points |
| ---- | ------ | ------ | ------ |
| 1    |        |        |        |
| 2    |        |        |        |
| 3    |        |        |        |
| 4    |        |        |        |
| 5    |        |        |        |
| 6    |        |        |        |
| 7    |        |        |        |
| 8    |        |        |        |
| 9    |        |        |        |
| 10   |        |        |        |
| 11   |        |        |        |
| 12   |        |        |        |
| 13   |        |        |        |
| 14   |        |        |        |
| 15   |        |        |        |
| 16   |        |        |        |
| 17   |        |        |        |
| 18   |        |        |        |
| 19   |        |        |        |

| Pos. | Écurie | Points |
| ---- | ------ | ------ |
| 1    |        |        |
| 2    |        |        |
| 3    |        |        |
| 4    |        |        |
| 5    |        |        |
| 6    |        |        |
| 7    |        |        |
| 8    |        |        |
| 9    |        |        |

## Statistiques
Le Grand Prix d'Azerbaïdjan 2025 représente :
- la  pole position de , sa e de la saison  ;
- la e victoire de ;
- la e victoire de  en tant que constructeur ;
- la e victoire de  en tant que motoriste ;

Au cours de ce Grand Prix :